# Bircholt
Bircholt var en civil parish fram till 1934 då den blev en del av Brabourne, i grevskapet Kent, i England. Civil parish var belägen 6 km från Ashford och hade 27 invånare år 1931. Byn nämndes i Domedagsboken (Domesday Book) år 1086, och kallades då Bilesold.